# Токудайдзі Санесада
Токудайдзі Санесада (*徳大寺実定, 1139  —1 лютого 1192) — середньовічний японський державний діяч, поет кінця періоду Хейан. Відомий під прізвиськом Ґо-Токудайдзі Садайдзін (Лівим міністр Пізніший Токудайдзі)

## Життєпис
Походив зі знатного роду Токудайдзі, що був однією з гілок роду Північних Фудзівара. Син Токудайдзі Кінйосі, Правого міністра, та доньки Фудзівара но Тосітади. Народився 1139 року. 1144 року відбулася церемонія повноліття (гемпуку). 1156 року отримав молодший третій ранг та увійшов до куґе (вищої знаті). Вже 1158 року мав старший третій ранг й посаду тимчасового середнього державного радника. Невдовзі стає управляючим палацу імператриці Дзьосаймон-ін.
1169 року призначається постійним середнім радником. 1165 року отримав молодший другий ранг. 1177 року стає старшим державним радником. Зберігав рівні стосунки з Тайра Кійоморі, не підтримуючи того повністю.
1183 року призначено двірцевим міністром. В цей час в Японії тривала війна між Тайра і Мінамото. Наприкінці того ж року влада в столиці тимчасово опинилася в руках Мінамото но Йосінаки, чиє військо захопило екс-імператора Ґо-Сіракаву. Санесада тоді взяв тимчасову відпустку з приводу трауру — імовірно, пов'язаного з цими подіями. Зрештою поступився посадою двірцевого міністра на користь Мацудоно Мороіє, батько якого — сессьо Фудзівара но Мотофуса, намагався зробити сина головою клану Фудзівара.
На початку 1184 року, коли Мінамото но Йосінака зазнав поразки і загинув Мороіє і Мотофуса втратили владу. Тоді Токудайдзі Санесада повернувся на посаду двірцевого міністра. 1186 року призначається Правим міністром, а 1189 року — Лівим міністром.
Незабаром стає сполучною ланкою між імператорським двором і військовим правлінням на чолі із Мінамото но Йорітомо. 1191 року через поганий стан здоров'я Токудайдзі Санесада полишив посаду й постригся у буддистські ченці під ім'ям Нйоен. Помер у 1192 році.

## Творчість
Складав вірші кансі і вака. Останні присутні в поетичних антологіях «Хякунін іс-сю», «Сендзай вака-сю» і «Сін кокін-сю». Мав власну збірку «Рін-но Сіта-сю». Брав участь в багатьох поетичних змаганнях.
Є автором щоденника «Ніва Ендзу-сьо».